# Jesse Leach
Jesse David Leach är sångare i bandet Killswitch Engage och sjunger sedan 2002 i bandet Seemless tillsammans med den gamle Killswitch-gitarristen Pete. Jesse har ett projekt kallat Times of Grace sedan 2010 med KsE gitarristen Adam Dutkiewicz som släppte ett album The Hymn of a Broken Man i januari 2011. Den 8 februari 2012 meddelade Killswitch Engage via ett foto på deras hemsida att Jesse Leach återvänder till bandet som Howard Jones ersättare.

## Diskografi
Med Corrin
- 1995 – Despair Rides On Angel Wings (EP)
- 1996 – "Jailbreak" (Arise) / "Concealed Suffer of Addiction" (Corrin)
- 1998 – Plutonian Shores

Med Nothing Stays Gold
- 1998 – Nothing Stays Gold (EP)

Med Killswitch Engage
- 2000 – Killswitch Engage
- 2002 – Alive or Just Breathing
- 2013 – Disarm the Descent
- 2016 – Incarnate
- 2019 – Atonement

Med Seemless
- 2005 – Seemless
- 2006 – What Have We Become

Med The Empire Shall Fall
- 2009 – Awaken
- 2011 – Solar Plexus

Med Times of Grace
- 2011 – The Hymn of a Broken Man

Som gästartist
- Killswitch Engage – "Take This Oath"
- Killswitch Engage – "Irreversal" (The End of Heartache Special Edition)
- Killswitch Engage – "Loyalty" (Game of Thrones: Catch the Throne; the Mixtape Volume II)
- Thy Will Be Done – "Preserving The Sacred"
- Atresia – "Life from Life" (Heavy Metal Mixtape)